# Hamza Alaa
Hamza Alaa Abdallah Hussein (en árabe: حَمْزَة عَلَاء عَبْد الله حُسَيْن‎; El Cairo, 1 de marzo de 2001) es un futbolista egipcio que juega en la posición de guardameta en el Portimonense S. C. de la Segunda División de Portugal.

## Trayectoria

### Al Ahly

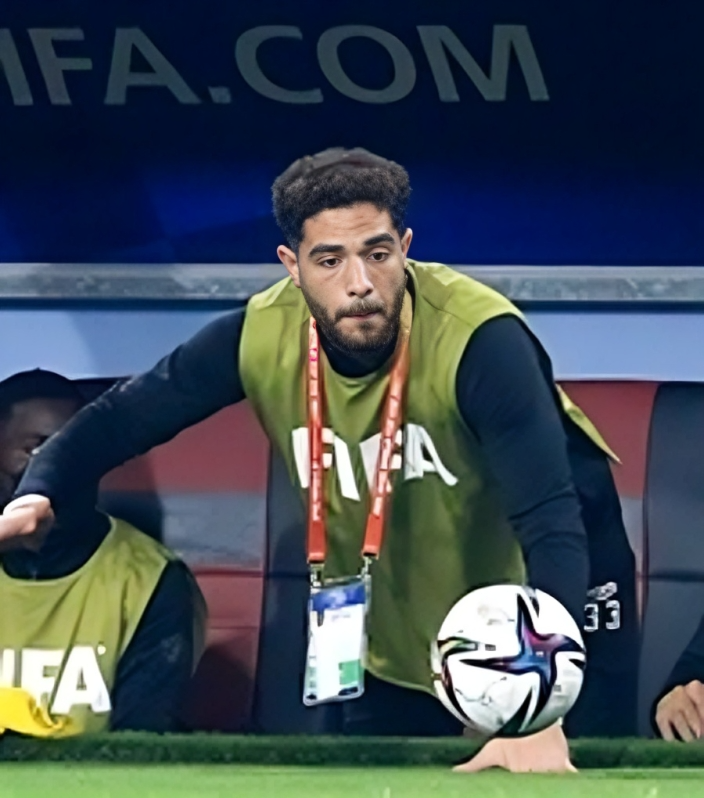
Hamza con el Al-Ahly en la Copa Mundial de Clubes de la FIFA 2021.

En 2020 fue convocado para el primer equipo del Al-Ahly. Fue finalista de la selección del Al Ahly en la Copa Mundial de Clubes de la FIFA 2020 y ganó una medalla de bronce contra el Palmeiras. Hasta que debutó con el Al-Ahly en 2022 en la Premier League de Egipto contra el Cerámica Cleopatra como suplente jugando 15 minutos.
En julio de 2025 se marchó a Europa para jugar en el Portimonense S. C. portugués, equipo con el que firmó por dos años más un tercero opcional.

## Selección nacional
El 28 de agosto de 2024 recibió su primera convocatoria con la selección absoluta para formar parte del combinado egipcio en la concentración de septiembre.

## Clubes
| Club               | País     | Año       |
| ------------------ | -------- | --------- |
| Al-Ahly            | Egipto   | 2021-2025 |
| Portimonense S. C. | Portugal | 2025-     |

## Palmarés

### Títulos nacionales
| Título                 | Club    | País   | Año     |
| ---------------------- | ------- | ------ | ------- |
| Supercopa de Egipto    | Al-Ahly | Egipto | 2021-22 |
| Supercopa de Egipto    | Al-Ahly | Egipto | 2023    |
| Liga Premier de Egipto | Al-Ahly | Egipto | 2022-23 |
| Copa de Egipto         | Al-Ahly | Egipto | 2022-23 |
| Supercopa de Egipto    | Al-Ahly | Egipto | 2023-24 |
| Liga Premier de Egipto | Al-Ahly | Egipto | 2023-24 |
| Copa de Egipto         | Al-Ahly | Egipto | 2023-24 |
| Supercopa de Egipto    | Al-Ahly | Egipto | 2024-25 |
| Liga Premier de Egipto | Al-Ahly | Egipto | 2024-25 |

### Títulos internacionales
| Título                      | Club    | País                | Año     |
| --------------------------- | ------- | ------------------- | ------- |
| Supercopa de la CAF         | Al-Ahly | Rayán               | 2021    |
| Liga de Campeones de la CAF | Al-Ahly | El Cairo Casablanca | 2022-23 |
| Liga de Campeones de la CAF | Al-Ahly | Radès El Cairo      | 2023-24 |